# رودني إيستمان
رودني إيستمان هو موسيقي وممثل كندي، ولد في 20 يوليو 1967 في مونتريال في كندا.

## أعمال

### مسلسلات
- التحقيق في موقع الجريمة
- كولد كيس

## وصلات خارجية
- رودني إيستمان على موقع IMDb (الإنجليزية)
- رودني إيستمان على موقع ألو سيني (الفرنسية)
- رودني إيستمان على موقع أول موفي (الإنجليزية)
- رودني إيستمان على موقع قاعدة بيانات الأفلام السويدية (السويدية)
- رودني إيستمان على موقع قاعدة بيانات الفيلم (الإنجليزية)
- رودني إيستمان على موقع كينوبويسك (الروسية)